# Хрящевский (хутор)
Хря́щевский — хутор в Константиновском районе Ростовской области. 
Входит в Константиновское городское поселение.

## Население
| 2010 |
| ---- |
| 497  |

## Улицы
| - ул. Бульварная, - ул. Вишневая, - ул. Восточная, - ул. Дачная, - ул. Западная, - ул. Кадамовская, - ул. Молодёжная, - ул. Овражная, | - ул. Панкратова, - ул. Песочная, - ул. Садовая, - ул. Тихая, - ул. Центральная, - ул. Школьная, - ул. Шоссейная, - ул. Южная, | - пер. Верхний, - пер. Дальний, - пер. Нижний. |

## Археология
Нижнепалеолитическое местонахождение Хрящи, расположенное в устье Северского Донца на Нижнем Дону, близко к клектонским индустриям Англии и Германии.